# Ptilosarcus undulatus
Ptilosarcus undulatus är en korallart som först beskrevs av Addison Emery Verrill 1865.  Ptilosarcus undulatus ingår i släktet Ptilosarcus och familjen Pennatulidae. Inga underarter finns listade i Catalogue of Life.